# Handelsvare
En handelsvare (engelsk: commodity) er normalt enhver form for vare, som udveksles i handelsrelationer, inklusive råvarer som handles på en råvarebørs.
I kommercielle sammenhænge forudsættes oftest, at en handelsvare af en bestemt værdi kan byttes med en anden vare i samme kategori, så en sæk mel antages at kunne byttes for en anden sæk mel.
Kvaliteten af en given vare kan variere noget, men er i princippet homogen og uafhængig af dens producent.
Nogle klassiske handelsvarer, som handles via råvarebørser, er guld, kød, kaffe, olie og naturgas.